# Allium cupani
Espèce
Classification APG III (2009)
Allium cupani est une espèce d'oignon sauvage du centre et de l'est du région méditerranéenne.
Allium cupanii forme un bulbe géophyte atteignant 0,3 m. Il fleurit en août. L'espèce est hermaphrodite et entomophile.
Il est adapté aux sols légers (sableux) et moyens et préfère les sols bien drainés. 

## Synonymes
Synonymes de Allium cupani Raf.
- Allium cupani subsp. cupani	L
- Allium luridum Lojac. H
- Allium montanum Ten. [Illegitimate]
- Allium montanum var. subvinale Ten.
- Allium ochraceum Formánek
- Allium pusillum C.Presl [Illegitimate]	H
- Allium vaginatum Pancic ex Boiss.